# USS Alfred A. Cunningham (DD-752)
O USS Alfred A. Cunningham (DD-752) foi um Destroyer norte-americano que serviu durante a Segunda Guerra Mundial.

## Comandantes
| Comandante                      | Data                                    |
| ------------------------------- | --------------------------------------- |
| Cdr. Floyd Bertram Thomas Myhre | 23 de Novembro de 1944 - Agosto de 1946 |